# 沃克扎爾-戈羅德尼亞
51°54′48″N 31°38′22″E / 51.91333°N 31.63944°E
沃克扎爾-戈羅德尼亞（烏克蘭語：Вокзал-Городня），是烏克蘭北部的村莊，隸屬切爾尼希夫州的切爾尼希夫區。該村面積1.56平方公里，海拔高度138米，2006年人口749，人口密度每平方公里480.13人。